# Carolina Bombers
I Carolina Bombers erano una squadra professionistica statunitense di arena football con sede a Raleigh, North Carolina. Sarebbero stati uno dei membri fondatori della World Indoor Football League. Giocavano le partite casalinghe alla Dorton Arena.
Nella loro prima stagione si chiamavano Raleigh Rebels (membro fondatore della American Indoor Football League) e giocarono tutte le partite in trasferta, dal momento che non avevano un palazzetto disponibile. Ottennero un mediocre record di 3-7, competendo per il quarto posto con i Canton Legends, da cui persero poi ai playoff.
Al secondo anno fecero meglio con un 8-6 e andarono automaticamente alla finale della Southern Conference, dove persero però con i Rome Renegades 63-14.
Annunciarono a questo punto l'intenzione di trasferirsi alla WIFL con i Rome Renegades.  Sarebbero stati membri fondatori di tale lega.  Nonostante il cambio di nome in Carolina Bombers on il 24 agosto, non ebbero mai la possibilità di giocarci, poiché il 16 ottobre cessarono l'attività, così come i Rome Renegades.